# Rostamkola
Rostamkolā (farsi رستمکلا) è una città dello shahrestān di Behshahr, circoscrizione Centrale, nella provincia del Mazandaran in Iran. Aveva, nel 2006, una popolazione di 11.306 abitanti. La città si trova a ovest di Behshahr. La sua economia è principalmente basata sull'agricoltura e qualche industria manifatturiera.